# Physegenua vittata
Physegenua vittata är en tvåvingeart som beskrevs av Macquart 1848. Physegenua vittata ingår i släktet Physegenua och familjen lövflugor. Inga underarter finns listade i Catalogue of Life.